# Santiago Tepatlaxco
Santiago Tepatlaxco är en ort i Mexiko, tillhörande kommunen Naucalpan de Juárez i delstaten Mexiko. Santiago Tepatlaxco ligger precis söder om La Rosa, norr om San Francisco Chimalpa och väst om kommunhuvudorten Naucalpan de Juárez i den centrala delen av landet. Santiago Tepatlaxco tillhör även Mexico Citys storstadsområde. Orten hade 3 864 invånare vid folkmätningen 2010. 2020 hade befolkningen sjunkit något till 3 595 personer.

## Galleri

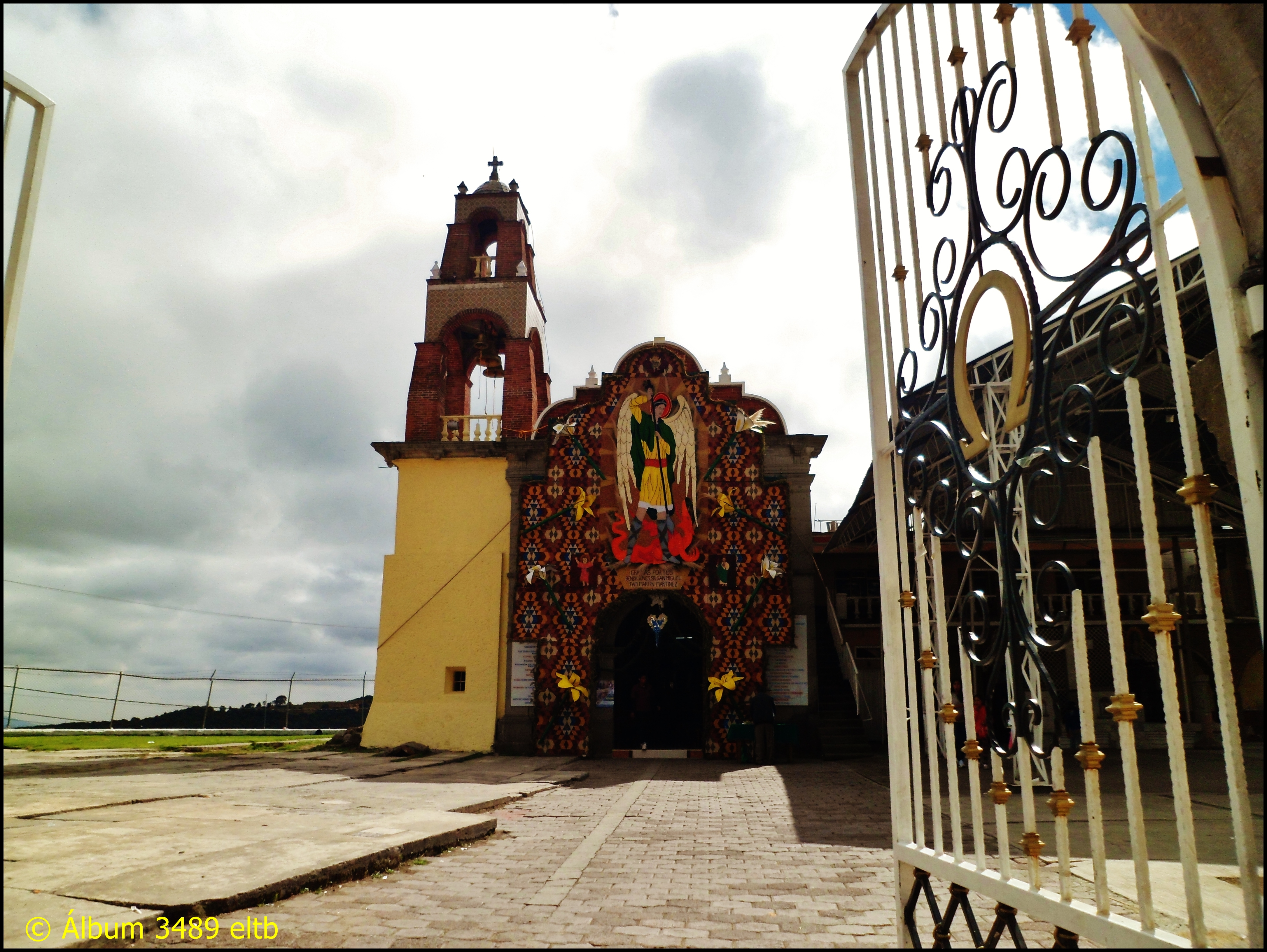
Kyrkan Santiago Apóstol.
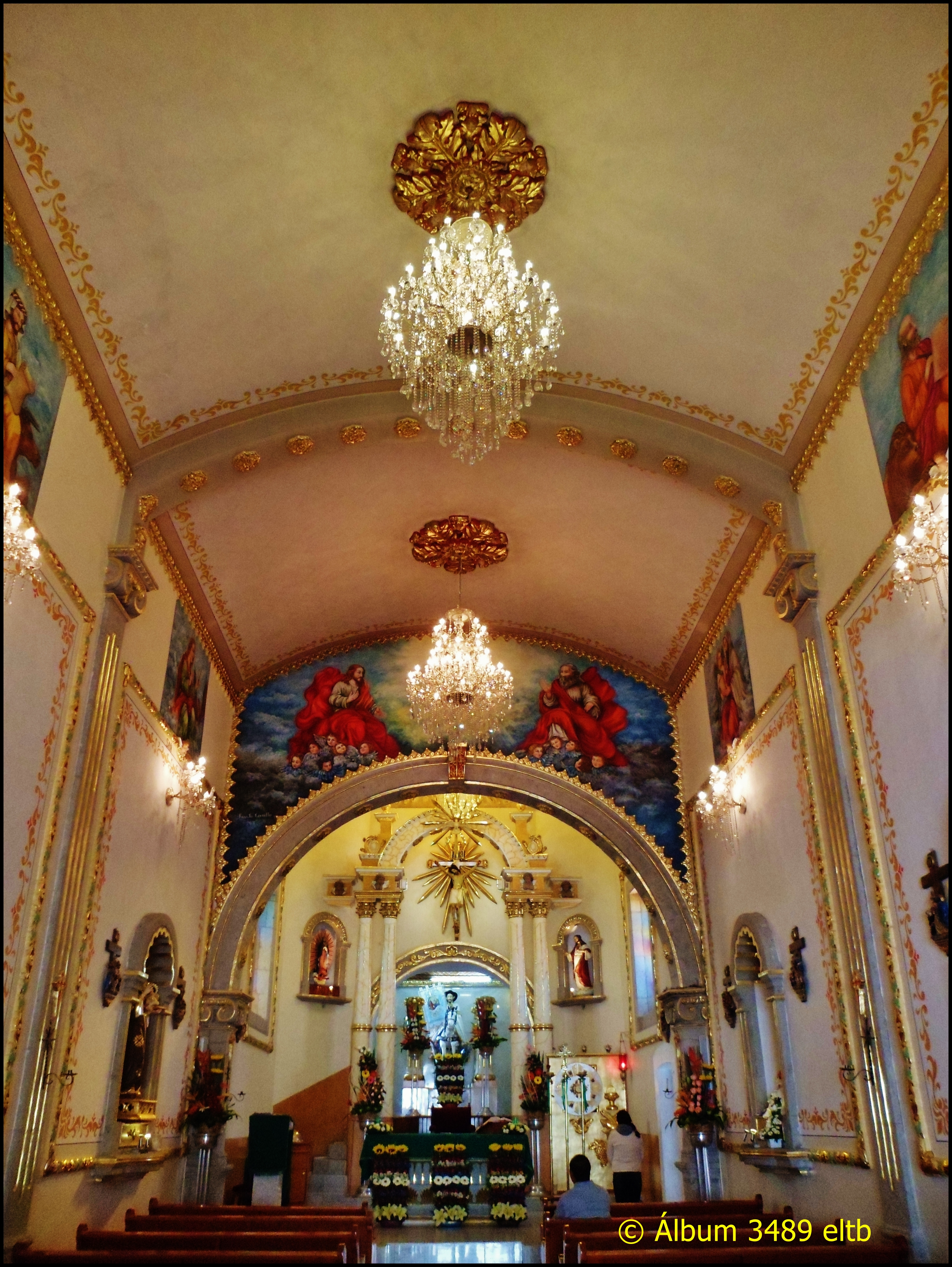
Kyrkan Santiago Apóstol, interiör.
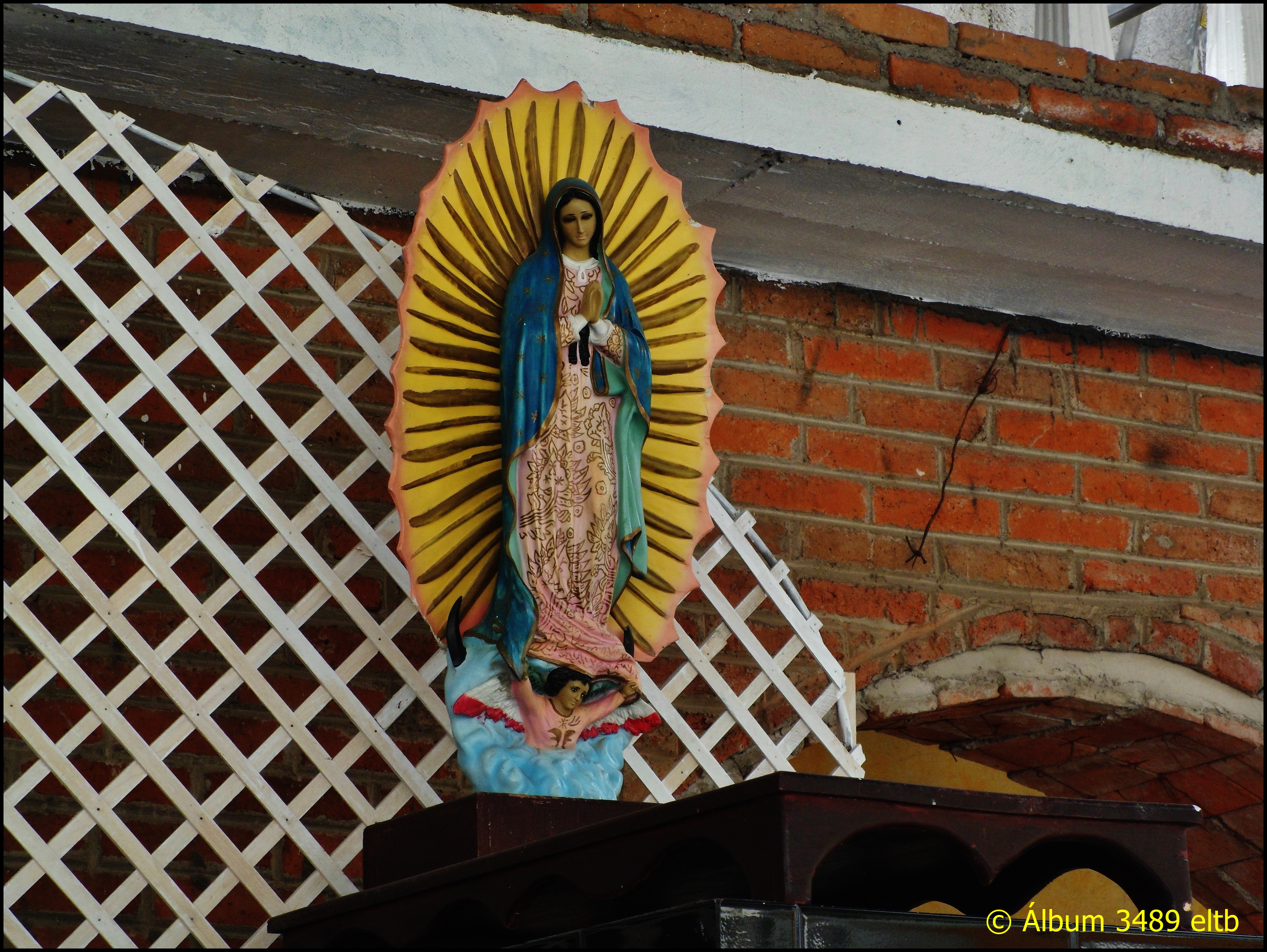
Vår Fru av Guadalupe.
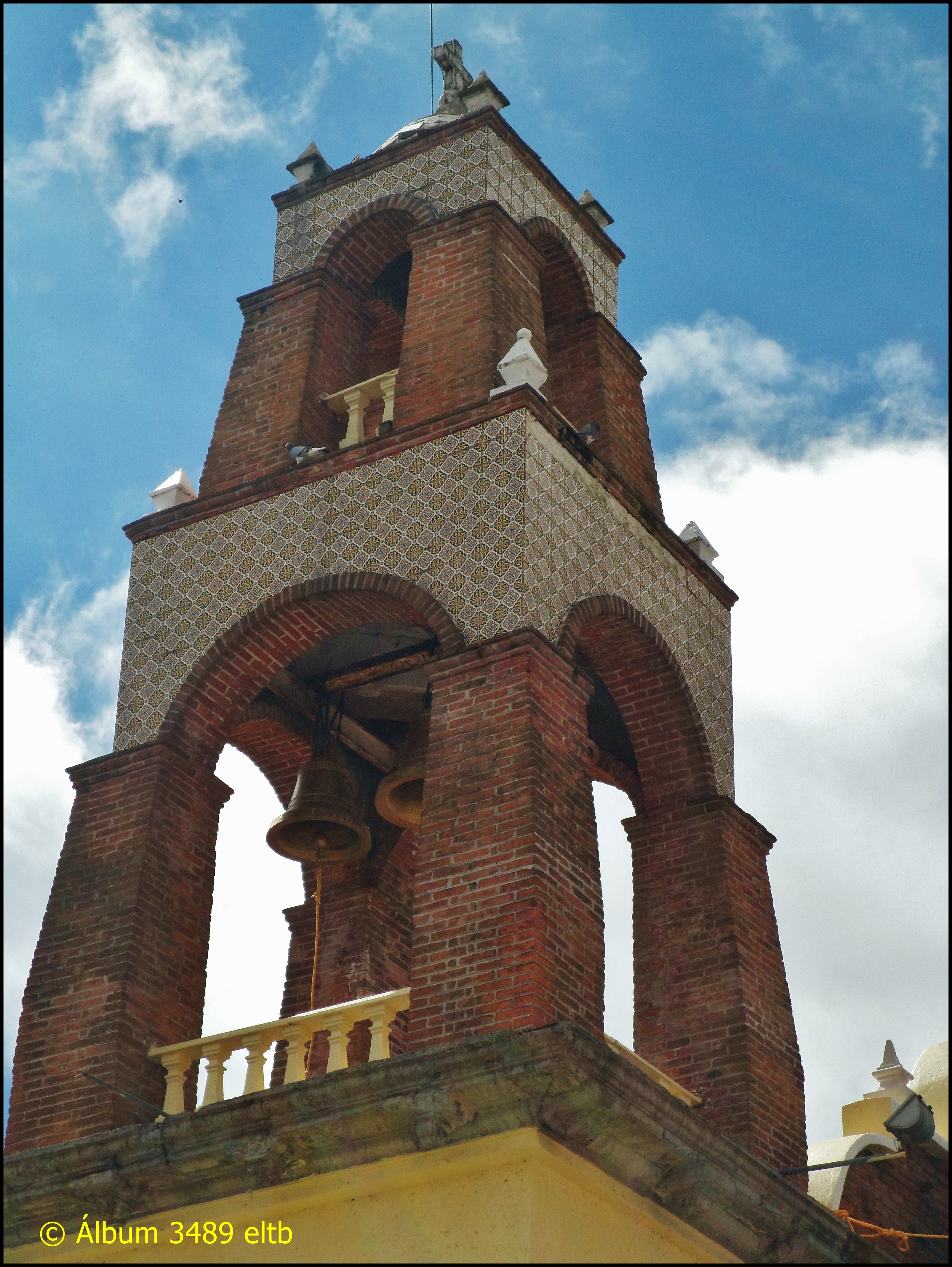
Klocktorn.